# Couvron-et-Aumencourt
Couvron-et-Aumencourt – miejscowość i gmina we Francji, w regionie Hauts-de-France, w departamencie Aisne.
Według danych na styczeń 2014 roku gminę zamieszkiwało 1407 osób, a gęstość zaludnienia wynosiła 104,8 osób/km².